# Frida Skybäck

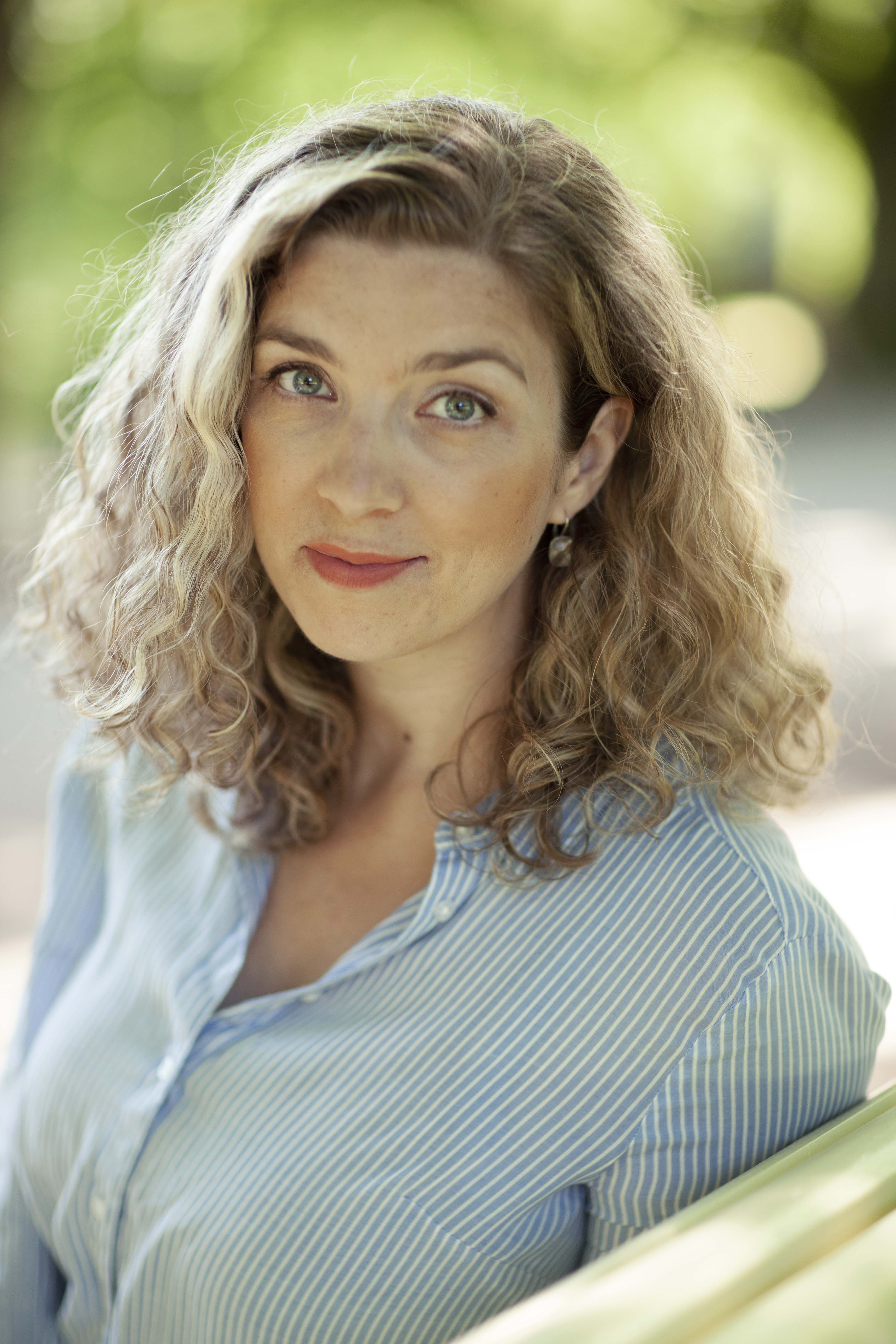
Frida Skybäck (2018)

Frida Kajsa Viktoria Plasencia Skybäck (geboren am 10. Mai 1980 in Göteryd) ist eine schwedische Schriftstellerin. Sie hat mehrere historische Romane geschrieben. Im Jahre 2018 erschien ihr Roman Die kleine Buchhandlung am Ufer der Themse in Schweden; die deutsche Übersetzung erschien im Herbst 2019 im Insel Verlag.

## Werk
Skybäcks Debütroman Charlotte Hassel erschien 2011 und handelt von einer jungen Frau, die im Schweden des 18. Jahrhunderts für Liebe, Freiheit und Selbstbestimmung kämpft. Ein Jahr später erschien ihr zweiter Roman Den vita frun, der sich um die Legende der „weißen Frau“ auf Schloss Borgeby in Skåne dreht. Danach veröffentlichte sie eine historische Romantrilogie um die Schwestern Stiernfors, die Handlung spielt ebenfalls in Skåne.
Im Herbst 2014 lancierte Skybäck zusammen mit ihrer Schriftstellerkollegin Agnes Hellström den Podcast „Författerpodden“ (dt. Autorenpodcast), der im gleichen Jahr von der schwedischen Zeitung Dagens Nyheter als bester Podcast über Literatur und das Schreiben bezeichnet wurde.  Im Podcast sprechen Skybäck und Hellström darüber, wie die schwedische Verlagsbranche funktioniert, wie ein Manuskript zum Verlag gelangt, wie man mit Absagen umgeht und was sonst noch alles zum kreativen Prozess beim Schreiben dazugehört.
Zwischen 2015 und 2017 war Skybäck Kolumnistin für die Zeitung Skånska Dagbladet.
Im März 2018 veröffentlichte sie Die kleine Buchhandlung am Ufer der Themse. Darin geht es um die junge Schwedin Charlotte, die ein Haus samt Buchhandlung in London erbt. Dies sei Skybäcks „bestes Buch“, „eine charmante Geschichte von Liebe und Trauer“ und „ein richtig gut geschriebener Feel-Good-Roman im Stile von Lucy Dillon und Kate Morton“.

## Bibliographie
- Charlotte Hassel, Frank, 2011. ISBN 978-91-979573-3-5
- Den vita frun, Frank, 2012. ISBN 978-91-87059-07-0
- Norrsken (Systrarna Stiernfors 1), Forum, 2014. ISBN 978-91-37-14136-7
- Polarnatt (Systrarna Stiernfors 2), Forum, 2015. ISBN 978-91-37-14479-5
- Bokhandeln på Riverside Drive, Louise Bäckelin förlag, 2018. ISBN 978-91-88447-81-4
  - Die kleine Buchhandlung am Ufer der Themse. Aus dem Schwedischen von Hanna Granz. Insel Verlag 2019, ISBN 978-3-458-36440-5
- Bokcirkeln vid världens ände, 2019
  - Der kleine Buchsalon am anderen Ende der Welt. Aus dem Schwedischen von Karoline Hippe und Nora Pröfrock. Insel Verlag 2020, ISBN 978-3-458-68106-9
- Bokskåpets hemlighet, 2020
  - Das Geheimnis des Bücherschranks. Aus dem Schwedischen von Hanna Granz. Insel Verlag 2021, ISBN 978-3-458-68177-9
- Svartfågel
  - Schwarzvogel. Aus dem Schwedischen von Julia Gschwilm und Thomas Altefrohne. Dtv, München 2023, ISBN 978-3-423-26368-9.